# Élections générales espagnoles de 2023 en Navarre
Les élections générales espagnoles de 2023 (en espagnol : Elecciones generales de España de 2023) se tiennent le dimanche 23 juillet 2023 afin d'élire les 350 députés et 208 des 266 sénateurs de la XVe législature des Cortes Generales. 5 députés sont élus en Navarre.

## Résultats
| Parti                  | Parti                                                   | Voix    | %     | +/-  | Sièges | +/-           |  |
| ---------------------- | ------------------------------------------------------- | ------- | ----- | ---- | ------ | ------------- |  |
|                        | Parti socialiste ouvrier espagnol (PSOE)                | 93 553  | 27,37 | 2,37 | 2      | 1             |  |
|                        | Euskal Herria Bildu (EH Bildu)                          | 58 954  | 17,25 | 0,37 | 1      | en stagnation |  |
|                        | Parti populaire (PP) (av. PN)                           | 57 134  | 16,71 | N/A  | 1      | 1             |  |
|                        | Union du peuple navarrais (UPN)                         | 52 188  | 15,27 | N/A  | 1      | 1             |  |
|                        | Sumar (av. Batzarre)                                    | 43 922  | 12,85 | 3,72 | 0      | 1             |  |
|                        | Vox                                                     | 19 491  | 5,70  | 0,10 | 0      | en stagnation |  |
|                        | Geroa Bai (GB)                                          | 9 938   | 2,91  | 0,88 | 0      | en stagnation |  |
|                        | Parti animaliste contre la maltraitance animale (PACMA) | 1 530   | 0,45  | 0,22 | 0      | en stagnation |  |
|                        | Pour un monde + juste (PUM+J)                           | 1 002   | 0,29  | 0,01 | 0      | en stagnation |  |
|                        | Front ouvrier (FO)                                      | 679     | 0,20  | Nv.  | 0      | en stagnation |  |
|                        | Autres partis                                           | 563     | 0,16  | -    | 0      | -             |  |
|                        | Vote blanc                                              | 2 890   | 0,84  | 0,19 |        |               |  |
|                        |                                                         |         |       |      |        |               |  |
| Suffrages exprimés     | Suffrages exprimés                                      | 341 844 | 99,06 |      |        |               |  |
| Votes nuls             | Votes nuls                                              | 3 251   | 0,94  |      |        |               |  |
| Total                  | Total                                                   | 345 095 | 100   | -    | 5      | en stagnation |  |
| Abstention             | Abstention                                              | 174 823 | 33,63 |      |        |               |  |
| Inscrits/Participation | Inscrits/Participation                                  | 519 918 | 66,37 |      |        |               |  |